# Multiliteralität
Multiliteralität ist ein Ansatz der Alphabetisierungstheorie und -pädagogik, der Mitte der 1990er Jahre von der New London Group geprägt wurde. Der Ansatz ist durch zwei Hauptaspekte der Alphabetisierung gekennzeichnet – sprachliche Vielfalt und multimodale Formen sprachlicher Ausdrucksformen und Darstellung. Er entstand als Reaktion auf zwei große Veränderungen in der globalisierten Umwelt. Eine dieser Veränderungen war die wachsende sprachliche und kulturelle Vielfalt infolge der verstärkten transnationalen Migration. Die zweite große Veränderung war die Verbreitung neuer Kommunikationsmittel aufgrund des Fortschritts der Kommunikationstechnologie, z. B. Internet, Multimedia und digitale Medien. Als wissenschaftlicher Ansatz konzentriert sich Multiliteracy auf die neue „Alphabetisierung“, die sich als Reaktion auf die Veränderungen in der Art und Weise entwickelt, wie Menschen global kommunizieren, aufgrund technologischer Veränderungen und des Zusammenspiels zwischen unterschiedlichen Kulturen und Sprachen.
Multiliteralität bezeichnet die Fähigkeit, mehrere Formen der Alphabetisierung und Kommunikation in unterschiedlichen Kontexten zu verstehen und effektiv zu nutzen. Dazu gehören traditionelle Alphabetisierung (Lesen und Schreiben), digitale Alphabetisierung (Verwendung von Technologie und digitalen Medien), visuelle Digitalisierung (Interpretation von Bildern und visuellen Darstellungen) und andere Formen der Kommunikation. Multiliteralität ist in der heutigen Welt, in der verschiedene Kommunikationsformen vorherrschen, von wesentlicher Bedeutung. Multiliteralität geht über traditionelle Konzepte der Alphabetisierung hinaus, die sich in der Regel auf Lese- und Schreibfähigkeiten konzentrieren, und umfasst ein breiteres Spektrum an Alphabetisierungen, die im digitalen Zeitalter zunehmend an Bedeutung gewonnen haben.

## Überblick
Als pädagogischer Ansatz basiert Multiliteralität auf dem Vorschlag der New London Group, einen ausgewogenen Unterrichtsplan mit vier Schlüsselaspekten zu entwickeln: situierte Praxis, offener Unterricht, kritische Rahmung und transformierte Praxis. Situierte Praxis konzentriert sich auf die Verbindung zwischen Unterrichtsthemen und Erfahrungen aus der realen Welt und baut auf den persönlichen Erfahrungen der Schüler auf. Offener Unterricht konzentriert sich auf die Konzeptualisierung und den Aufbau neuer Konzepte durch die Schüler, um einen Fokus für neue Konzepte zu schaffen. Kritische Rahmung konzentriert sich auf die Analyse der soziokulturellen Kontexte, in denen ein Konzept, eine Literatur oder ein Text entwickelt wurde. Transformierte Praxis nutzt die vorherigen drei Aspekte, um Reflexion zu fördern und diese Lehren in einem neuen Kontext anzuwenden, wodurch ein persönliches Ziel erreicht wird.
Zu den wichtigsten Aspekten der Multiliteralität gehören:
- Multimodale Alphabetisierung: Im digitalen Zeitalter erfolgt die Kommunikation häufig über mehrere Modi, darunter Text, Bilder, Videos und interaktive Elemente.
- Digitale Kompetenz: Dies ist eine Kernkomponente der Multiliteralität.
- Medienkompetenz: Multiliteralität bedeutet, Medienbotschaften kritisch analysieren und interpretieren zu können, unabhängig davon, ob sie aus traditionellen Quellen wie Zeitungen und Fernsehen oder aus neuen Medien wie sozialen Netzwerken und Online-Nachrichtenseiten stammen.
- Informationskompetenz: In einer Zeit der Informationsüberflutung ist Informationskompetenz unerlässlich. Es bedeutet zu wissen, wie man Informationen effektiv und ethisch findet, bewertet und nutzt.
- Kulturelle Kompetenz: Das Verständnis und die Wertschätzung kultureller Unterschiede und unterschiedlicher Perspektiven ist ein wichtiger Aspekt der Multiliteralität.
- Kritische Lese- und Schreibkompetenz: Kritische Lese- und Schreibkompetenzen ermöglichen es Einzelpersonen, Informationen, Quellen und zugrunde liegende Annahmen zu analysieren und zu hinterfragen.
- Visuelle Kompetenz: Im Zeitalter der visuellen Kommunikation umfasst visuelle Kompetenz das Interpretieren und Erstellen visueller Elemente wie Bilder, Infografiken und Datenvisualisierungen.
- Intertextualität: Multiliteralität erkennt die vernetzte Natur von Texten, Medien und Kommunikation an.
- Rhetorisches Bewusstsein: Sich darüber im Klaren zu sein, wie Kommunikation aufgebaut und für bestimmte Zielgruppen und Zwecke zugeschnitten ist, ist bei der Multiliteralität wichtig.

## Anwendung
Es gibt zwei Hauptthemen, die zeigen, wie Multiliteralität verstanden werden kann. Das erste ist, dass die Welt kleiner wird und die Kommunikation zwischen anderen Kulturen und Sprachen für jeden notwendig ist. Auch der Gebrauch der Englischen Sprache verändert sich. Obwohl es so aussieht, als sei Englisch die gemeinsame, globale Sprache, gibt es verschiedene Dialekte und Subkulturen, die alle unterschiedliche Arten von Englisch sprechen. Die Art und Weise, wie Englisch in Australien, Südafrika, Indien oder jedem anderen Land gesprochen wird, unterscheidet sich von der Art und Weise, wie es in den ursprünglich englischsprachigen Ländern im Vereinigten Königreich gesprochen wird.
Die zweite Möglichkeit, den Begriff Multiliteralität zu integrieren, ist die Art und Weise, wie Technologie und Multimedia unsere Kommunikation verändern. Heutzutage sind Text und Sprache nicht mehr die einzigen und wichtigsten Kommunikationsmittel. Die Definition von Medien wird erweitert und umfasst nun auch Text in Kombination mit Tönen und Bildern, die in Filme, Werbetafeln, fast jede Website im Internet und im Fernsehen integriert werden. Alle diese Kommunikationsmittel erfordern die Fähigkeit, eine Multimediawelt zu verstehen.
Die Formulierung einer „Pädagogik der Multiliteralität“ durch die New London Group erweiterte den Fokus der Alphabetisierung vom Lesen und Schreiben auf ein Verständnis vielfältiger Diskurse und Darstellungsformen in öffentlichen und beruflichen Bereichen. Die neue Alphabetisierungspädagogik wurde entwickelt, um den Lernbedürfnissen der Schüler gerecht zu werden und ihnen zu ermöglichen, sich in diesen veränderten technologischen, kulturellen und sprachlich vielfältigen Gemeinschaften zurechtzufinden. Das Konzept der Multiliteralität wurde in verschiedenen Kontexten angewendet und umfasst mündliche Umgangssprachen, visuelle Alphabetisierung, Informationsalphabetisierung, emotionale Alphabetisierung sowie wissenschaftliche Multiliteralität und Rechenkompetenz.

### Zu realen Kontexten
Aufgrund der Veränderungen in der Welt, insbesondere der Globalisierung und der zunehmenden globalen Mobilität,  ist eine Debatte über die Art und Weise entstanden, wie Schüler in der Schule unterrichtet werden und lernen. Englisch und alle anderen Fächer sollten sich weiterentwickeln, um multimodale Kommunikationswege zu integrieren. Die New London Group (1996) schlägt vor, alle Bedeutungsdarstellungen zu lehren, einschließlich sprachlicher, visueller, akustischer, räumlicher und gestischer Darstellungen, die unter der Kategorie „multimodal“ zusammengefasst werden. Eine Pädagogik der Multiliteralität umfasst eine ausgewogene Unterrichtsgestaltung aus situativer Praxis, offener Unterweisung, kritischer Rahmung und transformierter Praxis. Schüler müssen auf ihre eigenen Erfahrungen und semiotischen Lese- und Schreibpraktiken zurückgreifen, um Bedeutung darzustellen und zu kommunizieren.
Die Veränderungen, die sich im Bildungsbereich vollziehen, wirken sich auf Lernprozesse aus, während die Anwendung von Lernprozessen den Einsatz von Multiliteracies beeinflusst (Selber, 2004). Dazu gehören die funktionalen, kritischen und rhetorischen Fähigkeiten, die in verschiedenen Bereichen und Disziplinen angewendet werden.
Pädagogische Ansätze, darunter auch zweckorientierte Bildung, integrieren die Nutzung der Multiliteralität, indem sie die Schüler durch die Erkundung ihrer Leidenschaften fördern und sie dabei mit ihren Sinnen, Technologie, Umgangssprache sowie alternativen Kommunikationsformen versorgen.

## New London Group
Die New London Group ist eine Gruppe von zehn Akademikern, die sich im September 1994 in New London (New Hampshire) in den USA trafen, um eine neue Lese- und Schreibpädagogik zu entwickeln, die den Problemen von Pädagogen Rechnung tragen sollte, da die bestehende Lese- und Schreibpädagogik den Lernanforderungen der Schüler nicht gerecht wurde. Ihr Schwerpunkt lag darauf, die bestehende einsprachige, monokulturelle und standardisierte Lese- und Schreibpädagogik, bei der Lesen und Schreiben im Vordergrund standen, durch eine Pädagogik zu ersetzen, die mehrere Formen der Sinngebung nutzt. Sie betonten die Verwendung mehrerer Kommunikationsarten, Sprachen und mehrerer Englischarten, um den Auswirkungen neuer Technologien und der sprachlichen und kulturellen Vielfalt Rechnung zu tragen, anstatt Kompetenz in einer einzigen Nationalsprache und einer standardisierten Form des Englischen zu entwickeln. Die zehn Akademiker brachten ihr Fachwissen und ihre persönlichen Erfahrungen aus verschiedenen nationalen und beruflichen Kontexten in die Diskussion ein. Courtney Cazden aus den USA hat in den Bereichen Klassendiskurs und mehrsprachiges Lehren und Lernen gearbeitet; Bill Cope aus Australien arbeitet an Lese- und Schreibpädagogik und sprachlicher Vielfalt sowie neuen Repräsentations- und Kommunikationstechnologien; Mary Kalantzis aus Australien über experimentelle Sozialpädagogik und Bürgerbildung; Norman Fairclough aus Großbritannien über kritische Diskursanalyse, soziale Praktiken und Diskurse und die Beziehung zwischen diskursivem Wandel und sozialem und kulturellem Wandel; Gunther Kress aus Großbritannien über soziale Semiotik, visuelle Alphabetisierung, Diskursanalyse und multimodale Alphabetisierung; James Gee aus den USA über Psycholinguistik, Soziolinguistik und Sprache und Alphabetisierung; Allan Luke aus Australien über kritische Alphabetisierung und angewandte Linguistik; Carmen Luke aus Australien über Feminismus und kritische Pädagogik; Sarah Michaels aus den USA über Diskurse im Klassenzimmer; und Martin Nataka über indigene Bildung und Hochschullehrpläne. Der Artikel "A Pedagogy of Multiliteracies: Designing Social Futures", veröffentlicht 1996, dokumentiert das „Manifest“ der New London Group zur Alphabetisierungspädagogik, das für den Einsatz in Bildungseinrichtungen, in der Gemeinschaft und innerhalb von Organisationen empfohlen wird.

## „Eine Pädagogik der Multiliteralität“
Der pädagogische Ansatz der Multiliteralität umfasst vier Schlüsselaspekte: situierte Praxis, kritische Rahmung, offener Unterricht und transformierte Praxis. Situierte Praxis beinhaltet Lernen, das auf den eigenen Lebenserfahrungen der Schüler basiert. Kritische Rahmung unterstützt die Schüler dabei, Annahmen des gesunden Menschenverstands in Diskursen in Frage zu stellen. Offener Unterricht ist das direkte Unterrichten von "Metasprachen", um den Lernenden zu helfen, die Komponenten von Ausdrucksformen oder Grammatiken zu verstehen. Transformierte Praxis bedeutet, dass die Lernenden situierte Praktiken anwenden, die auf neuen Erkenntnissen über Lese- und Schreibpraktiken basieren.

### Situierte Praxis
Situierte Praxis, ursprünglich von der New London Group (1996) als eine der verwandten Komponenten der Multiliteralitäts-Pädagogik formuliert, besteht aus dem Eintauchen in bedeutungsvolle Praktiken innerhalb einer Gemeinschaft von Lernenden, die kulturell und sprachlich vielfältig sind. Dabei geht es darum, die Bedeutungsbildung in reale Kontexte zu verorten und die affektiven und soziokulturellen Bedürfnisse der Lernenden zu berücksichtigen. Dieser Aspekt des Lehrplans muss die Erfahrungen der Schüler in ihrer Lebenswelt sowie ihre außerschulischen Gemeinschaften und Diskurse als integralen Bestandteil der Lernerfahrung berücksichtigen. Um situierte Praxis auf die Lehrplanrealität anzuwenden, haben Cope und Kalantzis (2009) sie als „Erleben“ (S. 184) neu definiert. Sie glauben, dass die menschliche Wahrnehmung situiert und kontextbezogen ist und Bedeutungen in der realen Welt der Erfahrungs-, Handlungs- und subjektiven Interessenmuster verankert sind. Das Erleben nimmt zwei Formen an.
- Das Bekannte erleben – Lernende bringen ihr eigenes, stets vielfältiges Wissen, ihre Erfahrungen, Interessen und Lebenstexte in den Lernkontext ein. Aktivitäten zum Erleben des Bekannten beinhalten das Zeigen oder Sprechen über etwas Vertrautes: zuhören, ansehen, beobachten und besuchen, wobei über die eigenen Erfahrungen, Interessen und Perspektiven der Lernenden nachgedacht wird (Cope & Kalantzis, 2015).[7]
- Das Neue erleben – Lernende tauchen in neue Situationen oder Informationen ein, beobachten oder nehmen an etwas teil, das neu oder ungewohnt ist, aber innerhalb der Verständlichkeitszone und nahe an ihrer eigenen Lebenswelt liegt. Beispielsweise führen Lehrer etwas Neues ein, das aber Sinn ergibt, indem sie in Experimente, Exkursionen und Untersuchungen in Projekten eintauchen (Cope & Kalantzis, 2015).

Situiertes Üben/Erleben knüpft an eine Tradition an, die „authentische Pädagogik“ genannt wird. Die authentische Pädagogik wurde erstmals im 20. Jahrhundert als direkter Kontrapunkt zur didaktischen Pädagogik formuliert, zunächst durch die Arbeiten von John Dewey in den USA und Maria Montessori in Italien. Sie konzentriert sich auf die eigenen Bedeutungen des Lernenden, auf die Texte, die für ihn in seinem Alltagsleben relevant sind. Beim Lesen und Schreiben fördert die authentische Alphabetisierungspädagogik einen Prozess natürlicher Sprachentwicklung, der beginnt, wenn ein Kind sprechen lernt, wobei der Schwerpunkt eher auf verinnerlichtem Verständnis als auf den Formalitäten von Regeln liegt. Sie ist schülerzentriert und zielt darauf ab, Raum zur Selbstdarstellung zu bieten.
Die New London Group (1996) weist jedoch auf die Grenzen der situierten Praxis hin. Erstens kann situiertes Lernen zwar zu Meisterschaft in der Praxis führen, doch können sich Lernende, die in reichhaltige und komplexe Praktiken eintauchen, erheblich voneinander unterscheiden, und situierte Praxis führt nicht unbedingt zu bewusster Kontrolle und Bewusstsein dessen, was man weiß und tut. Zweitens schafft situierte Praxis nicht unbedingt Lernende, die das Gelernte hinsichtlich historischer, kultureller, politischer, ideologischer oder wertorientierter Zusammenhänge kritisch hinterfragen können. Drittens stellt sich die Frage, wie Wissen in die Tat umgesetzt werden kann. Lernende sind möglicherweise nicht in der Lage, ihr Wissen reflexiv in die Praxis umzusetzen. Daher stellen sie klar, dass situierte Praxis durch andere Komponenten ergänzt werden muss und wirkungsvolles Lernen durch die gezielte Verknüpfung von situierter Praxis, offener Unterweisung, kritischer Rahmung und transformierter Praxis entsteht.

### Kritische Rahmung
Die kritische Gestaltung von Multiliteralität erfordert eine Untersuchung der soziokulturellen Kontexte und Lernzwecke sowie der Bedeutungskonstruktionen. Cope und Kalantzis (2001) diskutieren dies im Kontext unserer zunehmend vielfältigen und global vernetzten Lebenswelt, in der die Kräfte der Migration, des Multikulturalismus und der globalen wirtschaftlichen Integration die Veränderungsprozesse intensivieren. Auch der Akt der Bedeutungsbildung wird vielfältiger, da digitale Schnittstellen gleiche Wettbewerbsbedingungen schaffen.
Mills (2009) erörtert, wie Multiliteralität uns dabei helfen kann, über traditionelle Drucktexte hinauszugehen, die dominante kulturelle Werte reproduzieren und aufrechterhalten, indem sie Möglichkeiten zum Nachdenken über Textpraktiken schafft, die Kultur konstruieren und produzieren. Eine weitere Dimension dieser kritischen Rahmung kann auf die unterschiedlichen Arten und Zwecke der Alphabetisierung in der heutigen Gesellschaft ausgedehnt werden. Die traditionellen Lehrpläne arbeiten mit verschiedenen Regeln der Einbeziehung und des Ausschlusses in der hierarchischen Ordnung von Textpraktiken und schließen häufig Textarten wie Bilderbücher oder Populärliteratur aus. Ebenso werden Dinge wie Blogs, E-Mails, Websites, visuelle Alphabetisierung und mündliche Diskurse häufig als „minderwertige Alphabetisierung“ übersehen. Indem wir sie aus den gängigen Alphabetisierungspraktiken ausschließen, neigen wir dazu, Gruppen zu entmündigen, und verpassen möglicherweise Gelegenheiten, Lernende für die Betrachtung der zugrunde liegenden Probleme von Macht, Privilegien und Vorurteilen zu sensibilisieren, sowohl im Hinblick auf die Identifizierung dieser in gesellschaftlichen Praktiken als auch im Hinblick auf die Hinterfragung dominanter Diskurse, die diese normalisieren. Mills führt auch aus, dass einige Wissenschaftler, wie z. B. Unsworth (2006a, 2006b) und Mackey (1998), eine zunehmende Vermischung der Grenzen zwischen „Populärkultur“ und „Qualitätsliteratur“ vermuten, die durch die Bereitstellung klassischer Literatur in elektronischen Formaten und die Unterstützung durch Online-Communitys und -Foren begünstigt werde.
Neben der Anerkennung der zunehmenden soziokulturellen Kontextualisierung und Diversifizierung von Textarten ermöglichen uns Multiliteracies-Pädagogiken auch, traditionelle Vorstellungen von Schreiben kritisch zu gestalten und neu zu konzipieren, wobei Fragen der Autorität, Autorschaft, Macht und des Wissens in Frage gestellt werden. Domingo, Jewitt und Kress (2014) befassen sich mit diesen Konzepten durch eine Studie von Vorlagendesigns auf Websites und Blogs, die den Lesern durch nichtlineare Lesepfade Kraft verleihen, wobei das modulare Layout es ihnen ermöglicht, ihre eigenen Lesepfade zu wählen. Sie diskutieren auch die unterschiedlichen Möglichkeiten verschiedener Modi und wie das Schreiben nur ein Teil des multimodalen Ensembles wird.
Multiliteralität geht über die konventionelle Printliteralität und die zentrale Bedeutung der Kulturen hinaus, die sie historisch gepriesen haben. Sie bietet viel Raum für kunstbasierte Ansätze in Dekolonisierungsinitiativen (Flicker et al., 2014) oder reflexive visuelle Methoden in situativen Kontexten (Mitchell, DeLange, Moletsane, Stuart & Buthelezi, 2005). Was den Zugang zu digitalen Werkzeugen und Infrastrukturen betrifft, müssen wir jedoch weiterhin Fragen der Handlungsfähigkeit, des Kapitals, des sozioökonomischen Status und der digitalen Epistemologien berücksichtigen (Prinsloo & Rowsell, 2012).

### Offener Unterricht

#### Ursprüngliche Ansicht
In der ursprünglichen Formulierung der New London Group wurde offener Unterricht als eine der wichtigsten Dimensionen der Alphabetisierungspädagogik herausgestellt. Die ursprüngliche Auffassung von offenem Unterricht umfasst die Unterstützung der Schüler durch Lehrer und andere Experten, indem sie ihnen Unterstützung bieten und ihre Aufmerksamkeit auf die wichtigen Aspekte ihrer Erfahrungen und Aktivitäten innerhalb der Lernergemeinschaft lenken (Cope & Kalantzis, 2000, S. 33). Cope und Kalantiz argumentieren, dass Lehrer und andere Experten es dem Lernenden manchmal ermöglichen, explizite Informationen zu erhalten, indem sie auf dem aufbauen und es verwenden, was der Lernende bereits weiß und erreicht hat. Offener Unterricht ist nicht, wie er oft fälschlicherweise dargestellt wird, direkte Übermittlung, Drill und Auswendiglernen. Er umfasst die Art von Zusammenarbeit zwischen Lehrer und Schüler, bei der der Schüler eine Aufgabe bewältigen kann, die viel komplexer ist als die Aufgabe, die er alleine bewältigen kann. Laut Cope und Kalantzis „führt die offene Unterweisung ein oft übersehenes Element ein – die Verbindung zwischen der Bedeutung der Kontextualisierung von Lernerfahrungen und dem bewussten Verständnis von Elementen der Sprachbedeutung und -gestaltung“ (S. 116). Die Verwendung von Metasprachen ist laut Cope und Kalantzis eines der Hauptmerkmale der offenen Unterweisung. Metasprachen beziehen sich auf „Sprachen der reflektierenden Verallgemeinerung, die Form, Inhalt und Funktion der praktischen Diskurse beschreiben“ (S. 34).

#### Aktualisierte Ansicht
Nachdem diese Dimension der Alphabetisierungspädagogik etwa ein Jahrzehnt lang offenkundige Unterrichtsorientierung in der Lehrplanpraxis angewandt hatte, wurde sie im Rahmen des Projekts „Learning by Design“ neu definiert und in den „Wissensprozess“ der Konzeptualisierung übersetzt (Cope & Kalantzis, 2009, 2015).
Konzeptualisierung umfasst „die Entwicklung abstrakter, verallgemeinernder Konzepte und die theoretische Synthese dieser Konzepte“ (Cope & Kalantzis, 2015, S. 19). Mithilfe dieser Wissensprozesse können Lernende Begriffe kategorisieren und diese in mentalen Modellen sammeln. Konzeptualisierung erfolgt laut Cope und Kalantzis (S. 19) auf zwei Arten:
- Konzeptualisierung durch Benennung und Kategorisierung ist ein Erkenntnisprozess, durch den der Lernende lernt, abstrakte, verallgemeinernde Begriffe zu verwenden. Ein Konzept benennt nicht nur das Besondere, sondern abstrahiert auch etwas Allgemeines von diesem Besonderen. Aktivitätstyp: Begriffe definieren, ein Glossar erstellen, ein Diagramm beschriften, ähnliche oder unähnliche Dinge sortieren oder kategorisieren.
- Konzeptualisierung mit Theorie-Schematisierung ist ein Wissensprozess, mit dessen Hilfe Lernende Verallgemeinerungen vornehmen und die Schlüsselbegriffe in einen interpretativen Rahmen zusammenfassen. Sie bauen mentale Modelle, abstrakte Rahmen und übertragbare disziplinäre Schemata auf (Cope & Kalantzis, 2009, S. 185).[6] Aktivitätstyp: Zeichnen Sie ein Diagramm, erstellen Sie eine Konzeptkarte oder schreiben Sie eine Zusammenfassung, Theorie oder Formel, die die Konzepte zusammenfasst.

### Veränderte Praxis
Transformierte Praxis, ursprünglich von der New London Group (1996) als Teil der vier Komponenten der Multiliteracies-Pädagogik konzipiert, ist in authentisches Lernen eingebettet, bei dem Aktivitäten entsprechend der Lebenswelt der Lernenden nachgebildet werden. Transformierte Praxis ist die Übertragung von Bedeutungsbildungspraktiken, die angewandtes Lernen, realweltliche Bedeutungen, Kommunikation in der Praxis und die Anwendung von durch situative Praxis, offene Unterweisung und kritische Rahmung gewonnenem Verständnis auf einen neuen Kontext umfasst. Sobald sich die Lernenden darüber im Klaren sind, wie der Kontext ihr Lernen beeinflusst, wird die „Theorie zur reflektierenden Praxis“ (The New London Group, 1996, S. 87). Mit anderen Worten: Lernende können über das Gelernte nachdenken, während sie sich auf der Grundlage ihrer persönlichen Ziele und Werte in neuen Kontexten mit reflektierender Praxis beschäftigen. So entwerfen Lernende beispielsweise ein personalisiertes Forschungsprojekt zu einem bestimmten Thema.
Die transformierte Praxis wurde anschließend reformiert und als Teil von „Wissensprozessen“ in „Anwenden“ umbenannt (Cope & Kalantzis, 2009, S. 184), früher bekannt als Multiliteracy-Pädagogik. Anwenden gilt als der typische Schwerpunkt der Tradition des angewandten oder kompetenzbasierten Lernens (Cope & Kalantzis, 2015). Während Lernende aktiv lernen, indem sie erfahrungsbasiertes, konzeptionelles oder kritisches Wissen in der realen Welt anwenden, handeln Lernende auf der Grundlage, dass sie etwas über die Welt wissen und aus der Erfahrung des Handelns etwas Neues lernen. Das heißt, Anwenden geschieht mehr oder weniger unbewusst oder beiläufig im Alltag in der Lebenswelt, da Lernende normalerweise Dinge tun und dabei lernen. Anwenden kann auf zwei Arten erfolgen:
- Bei der angemessenen Anwendung geht es darum, wie Wissen in einer bestimmten Situation auf typische oder vorhersehbare Weise wahrgenommen wird. Bedeutungen werden beispielsweise auf eine Weise ausgedrückt, die den Konventionen eines semiotischen oder bedeutungsbildenden Umfelds entspricht (Cope & Kalantzis, 2015). Bei der angemessenen Anwendung geht es auch um die Anwendung von Wissen und das Verständnis der Komplexität realer Situationen. Die Lernenden prüfen dann, ob sie gültig sind. Beispiele für Aktivitäten sind Schreiben, Zeichnen, Lösen eines Problems oder das übliche und erwartete Verhalten in einer realen Situation oder Simulation (Cope & Kalantzis, 2015).
- Kreatives Anwenden bedeutet, dass Lernende Wissen, das sie in einem vertrauten Kontext erworben haben, in einem anderen, für sie unbekannten Kontext anwenden. Da kreatives Anwenden mit der Aktivität in der innovativen und kreativen Welt verbunden ist, können die Interessen, Erfahrungen und Bestrebungen der Lernenden gefördert werden. Beispiele für Aktivitäten sind das Eingehen eines intellektuellen Risikos, das Anwenden von Wissen in einem anderen Umfeld, das Vorschlagen eines neuen Problems und das Übersetzen von Wissen in einen anderen Bedeutungsmix (Cope & Kalantzis, 2015).